# Шерстняк
Шерстня́к, или Шерстяк (лат. Erióchloa; от др.-греч. ἔριον — шерсть и χλόη — трава), — род травянистых растений семейства Злаки (Poaceae), распространённый в тропических и субтропических регионах мира.

## Ботаническое описание
Однолетние растения, 10—80 см высотой. Стебли прямостоячие, восходящие или лежачие, с расставленными узлами, внизу часто разветвлённые. Листья линейные или линейно-ланцетные, плоские, (1,5) 2—10 (12) мм шириной. Влагалище листа до основания расщеплённое, отстояще-волосистое. Лигула почти от основания переходит в ряд волосков до 1,5 мм длиной.
Хромосомы мелкие; хромосомное число x = 9.

## Виды
Род включает 33 вида:
- Eriochloa acuminata (J.Presl) Kunth
- Eriochloa aristata Vasey
- Eriochloa australiensis Stapf & Thell.
- Eriochloa barbatus (Trin.) S.Yadav & M.R.Almeida
- Eriochloa boliviensis Renvoize
- Eriochloa boxiana Hitchc.
- Eriochloa contracta Hitchc.
- Eriochloa crebra S.T.Blake
- Eriochloa distachya Kunth typus
- Eriochloa grandiflora (Trin.) Benth.
- Eriochloa lemmonii Vasey & Scribn.
- Eriochloa macclounii Stapf
- Eriochloa meyeriana (Nees) Pilg.
- Eriochloa michauxii (Poir.) Hitchc.
- Eriochloa montevidensis Griseb.
- Eriochloa nana Arriaga
- Eriochloa nelsonii Scribn. & J.G.Sm.
- Eriochloa pacifica Mez
- Eriochloa parvispiculata C.E.Hubb.
- Eriochloa peruviana Mez
- Eriochloa procera (Retz.) C.E.Hubb. — Шерстняк высокий
- Eriochloa pseudoacrotricha (Stapf ex Thell.) J.M.Black
- Eriochloa punctata (L.) Ham.
- Eriochloa rovumensis (Pilg.) Clayton
- Eriochloa sericea (Scheele) Munro ex Vasey
- Eriochloa setosa (A.Rich.) Hitchc.
- Eriochloa stapfiana Clayton
- Eriochloa stevensii Davidse
- Eriochloa subulifera Stapf
- Eriochloa succincta (Trin.) Kunth — Шерстняк перехваченный
- Eriochloa tridentata (Trin.) Kuhlm.
- Eriochloa villosa (Thunb.) Kunth — Шерстняк мохнатый
- Eriochloa weberbaueri Mez